# آن را روشن کنید: همه یا هیچ‌چیز
آن را روشن کنید: همه یا هیچ‌چیز (به انگلیسی: Bring It On: All or Nothing) فیلمی محصول سال ۲۰۰۶ و به کارگردانی استیو رش است. در این فیلم بازیگرانی همچون هیدن پنیتیر، سولانج نولز، مارسی ریلان، گاس کار، جک مک‌دورمن، جووانی ساموئلز، فرانسیا رائیسا، گری لروی گری، دنیل سیوری، کیرستن وارن، اریک بروسکوتر، ریانا، اسوین کش و هوپسن ایفای نقش کرده‌اند.